# Richard Hancco Soncco
Richard Hancco Soncco (28 de septiembre de 1978) es un abogado y político peruano. Actualmente es gobernador regional de Puno desde el 2023.
En el Ministerio Público se desempeñó como fiscal.
En el 2022 postuló a la gobernación regional de Puno por el movimiento Reforma y Honradez por más Obras.